# Sushan Kuangren
Shushan Kuangren (chiń. 疏山匡仁; pinyin Shūshān Kuāngrén; kor. 소산광인 Sosan Kwangin; jap. Sozan Kyōnin; wiet. Sớ Sơn Khuôn Nhân; ur. 837, zm. 909) – chiński mistrz chan szkoły caodong. Znany jako „Wujek Karzeł”.

## Życiorys
Pochodził z Jizhou (obecnie w mieście Ji’an w prowincji Jiangxi). Uważany jest za ucznia i spadkobiercę mistrza chan Dongshana Liangjie, chociaż w poszukiwaniu oświecenia przebywał u wielu mistrzów.
Ostatecznie żył i nauczał na górze Shu. Ponieważ był bardzo niskiego wzrostu nazywano go „karłowatym nauczycielem”.
Kiedy był bliski śmierci, napisał poniższy wiersz:
| Moja droga leży poza błękitną pustką. Białe chmury nie mają miejsca płynąć. W świecie jest drzewo bez korzeni, Żółte liście są odsyłane z powrotem przez wiatr. |

## Linia przekazu Dharmy zen
Pierwsza liczba oznacza liczbę pokoleń mistrzów od 1 Patriarchy indyjskiego Mahakaśjapy.
Druga liczba oznacza liczbę pokoleń od 28/1 Bodhidharmy, 28 Patriarchy Indii i 1 Patriarchy Chin.
Trzecia liczba oznacza początek nowej linii przekazu w danym kraju.
- 38/11. Dongshan Liangjie (807–869) Szkoła caodong
  - 39/12. Sushan Kuangren (837–909)
    - 40/13/1. Tongjin Kyŏngbo (868–948) Korea, szkoła tongni
    - 40/13. Huguo Shoucheng (bd)

  - 39/12. Qinglin Shiqian (bd)
  - 39/12. Yuezhou Qianfeng (bd)
  - 39/12. Longya Judun (835–923)
  - 39/12. Qinshan Wensui (bd)
  - 39/12. Caoshan Benji (840–901)
  - 39/12. Yunju Daoying (zm. 902)
    - 40/13/1. Chinch'ŏl Iŏm (869–936) Korea, szkoła sumi san
    - 40/13. Tong’an Daopi (Daoying) (bd)